# Креспо, Андреа
Андреа Приссила Креспо Гранда (исп. Andrea Priscila Crespo Granda; род. 4 октября 1983 года) — эквадорская писательница и поэтесса.

## Биография
Андреа Креспо родилась 4 октября 1983 года в Гуаякиле, Эквадор. Получила степень по творческому письму в Университете Каса-Гранде.
В сентябре 2013 года Креспо опубликовала свою первую книгу L.A. Monstruo в издательстве Editorial Cadáver Exquisito. В этом сочинении, воспроизводящем структуру Пятикнижия, Креспо обращается к вопросам женственности, мужественности и власти в политике через жизнь её главного героя.
В октябре 2016 года Креспо получила Премию Аурелио Эспиносы Полита от Католического университета Эквадора, выбравшего её Registro de la habitada из 166 других работ.
Её следующая книга, Libro Hémbrico, победила в Национальном конкурсе поэзии имени Давида Ледесма Васкеса в Доме эквадорской культуры в марте 2017 года. Содержание книги посвящено таким темам, как принятие тела и женственность.
Креспо выдвигала свою кандидатуру на парламентских выборах 2013 года от левого феминистического и социалистического движения Ruptura 25, но в Национальное собрание Эквадора не прошла.

## Произведения
- L.A. Monstruo (2013)
- Registro de la habitada (2016)
- Libro Hémbrico (2019)